# ماير هيرمان بينغ
ماير هيرمان بينغ (بالدنماركية: Meyer Herman Bing)‏ هو تاجر دنماركي، ولد في 4 يونيو 1807 في كوبنهاغن في الدنمارك، وتوفي بنفس المكان في 15 سبتمبر 1883.